# Lego

Základní rozměry dílků Lego. Žlutý dílek je označován jako kostka 1x1 (brick 1x1), červený jako destička 1x2 (plate 1x2)

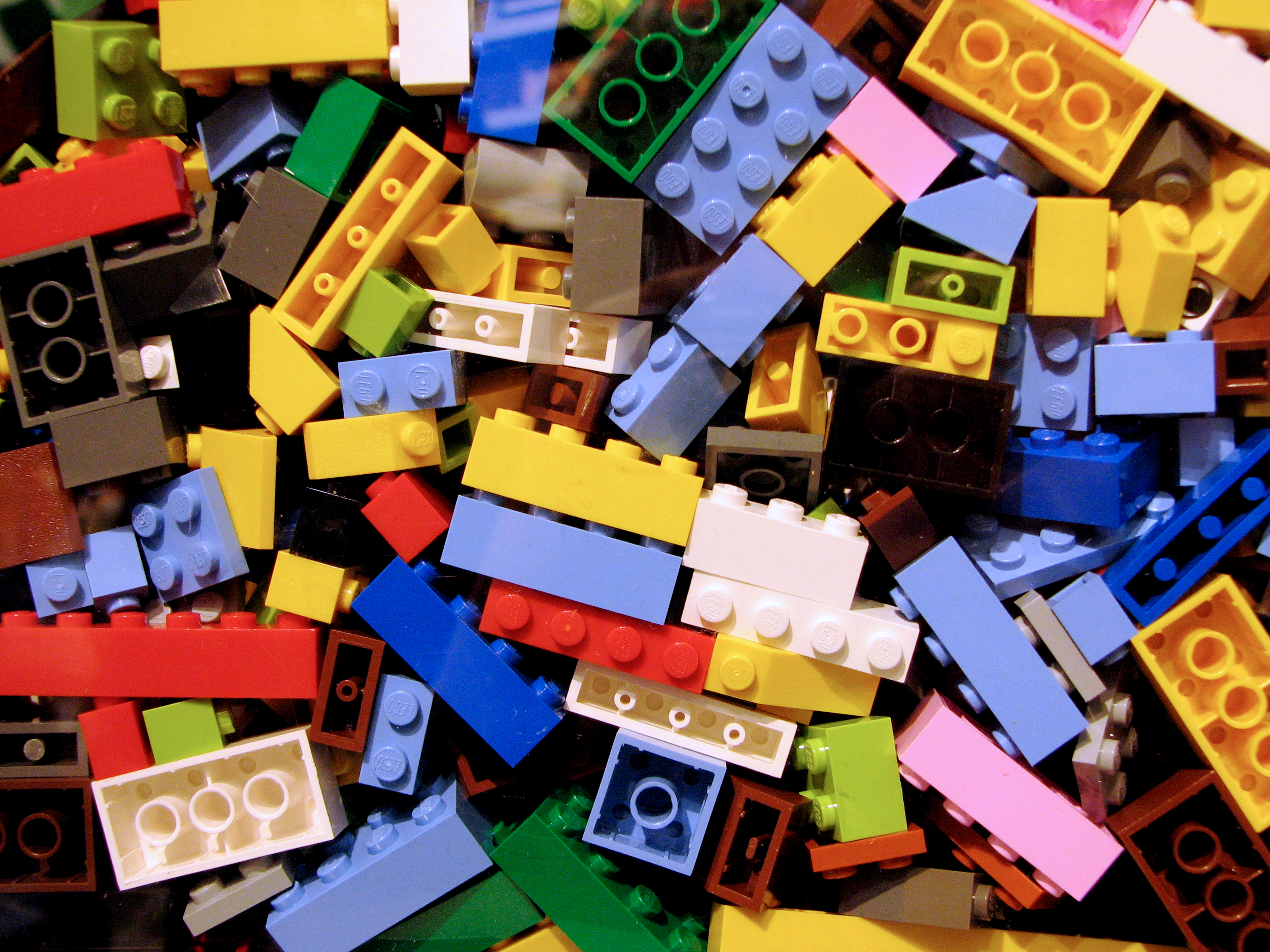
Sortiment kostiček Lego

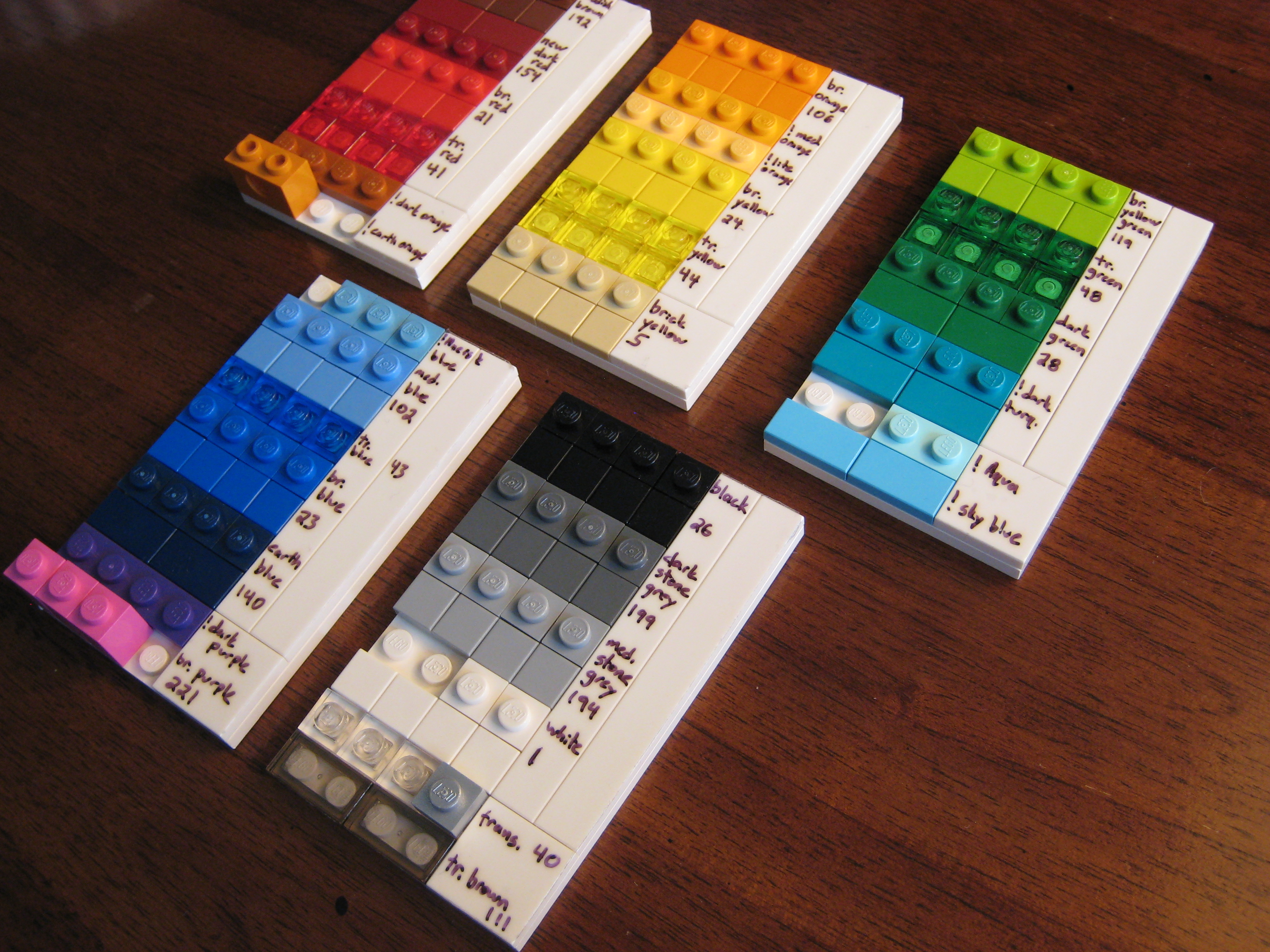
Barevná paleta kostiček Lego

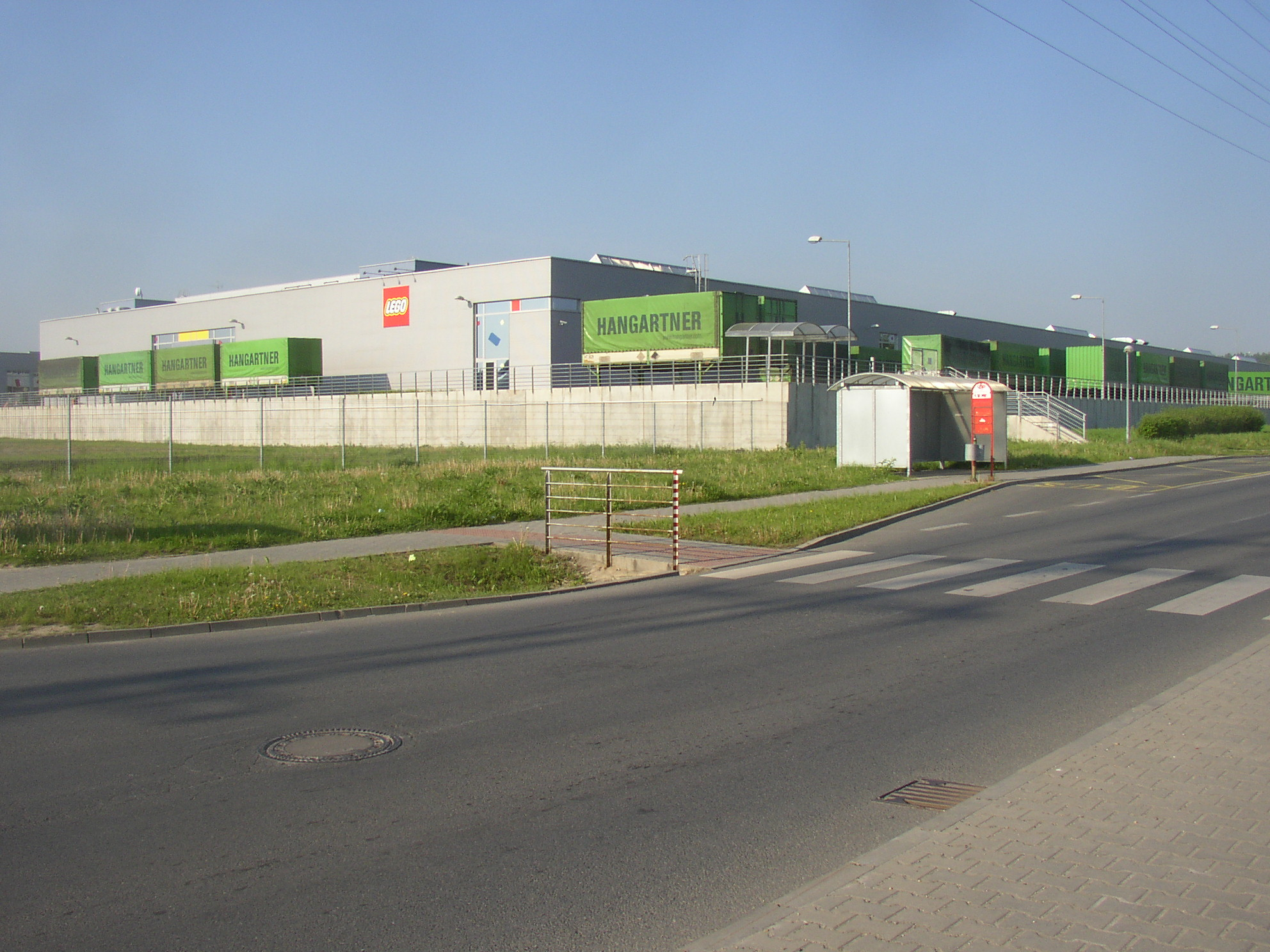
Továrna Lego v Kladně

Lego (oficiálně stylizováno vždy LEGO) je řada stavebnicových produktů, vyráběných rodinnou společností The Lego Group sídlící v dánském Billundu. Vlajkovým produktem společnosti je původní série stavebnic obsahující tzv. Lego bricks, malé lego kostičky, které se dají libovolně skládat dohromady. Ty jsou ještě doplněny velkým množstvím dalších různobarevných dílů, minifigurkami (také nazývané minifigures) a spoustami dalšího, vzájemně kompatibilního materiálu. Z LEGA lze postavit prakticky cokoliv – automobil, letoun, vlak, dům, hrad nebo zámek, sochu, vesmírné plavidlo a dokonce i funkčního robota. Lego se nezapřelo ani počítačovou hrou s názvem Lego Soccer Mania. Počítačový program LEGO Digital Designer od firmy LEGO pro Mac OS X nebo Windows umožňuje konstruovat objekty z lego kostiček ve 3D.
Program Lego je mimořádně úspěšný - za půl století se vyrobilo kolem 600 miliard kostiček, v současnosti jich vzniká kolem 36 miliard ročně, to jest v průměru asi 1140 kostiček každou sekundu. Produkty jsou tak rozšířené, že název Lego se stal pojmem, kolem stavebnic vzniklo množství filmů a různých soutěží, velké stavby z Lega se vystavují ve veřejných budovách. Lisování se provádí v Billundu (Dánsko), Nyíregyháze (Maďarsko), Monterrey (Mexiko) a Ťia-singu (Čína). Dekorace a obaly jsou vyráběny v závodech v Dánsku, Maďarsku, Mexiku a v českém Kladně. 

## Historie
Firma vznikla v dílně truhláře Ole Kirk Christiansena, který roku 1932 z nedostatku jiné práce začal vyrábět dřevěné hračky. Název Lego byl o dva roky později (1934) vytvořen z dánské věty leg godt, což česky znamená „hraj si dobře“.   

### Automatic binding bricks
Dřevěné hračky byly úspěšné a známé svou kvalitou. V roce 1947 však Ole Kirk Christiansen zakoupil i lis na výrobu plastů a začal experimentovat s novým materiálem. Spolu s lisem obdržel Christiansen také vzorky produktů, které je možné pomocí nové technologie vyrábět. Mezi nimi dorazily i stavebnicové kostky britské společnosti Kiddicraft, jejichž autorem byl dětský psycholog Hillary Fischer Page. První podobné kostky - označené jako Automatic binding bricks (tj. automaticky spojitelné kostky) začala továrna v Billundu vyrábět v roce 1949. V té době měla přibližně 50 zaměstnanců.   
Tyto kostky vyrobené z celuloidu připomínaly tradiční dřevěné kostky, přesto měly jedno zásadní vylepšení – držely pohromadě díky výstupkům. Takový výstupek se anglicky nazývá stud. Přesto tento typ stavebnice nezaznamenal úspěch – prodej byl slabý a prodejci zboží vraceli. Plastiková stavebnice prozatím nedokázala vytlačit tradiční dřevěné kostičky.   

### Lego System
V roce 1954 se stal výkonným ředitelem LEGO Group Christiansenův syn Godtfred. Pochopil možnosti stavebnic s velmi rozmanitými kostkami, ale standardními rozměry spojovacích výstupků. Při pohovorech se zámořskými zákazníky si rovněž uvědomil, jaké vlastností by měly mít moderní hračky. Na základě těchto vlastností pak navrhl nový koncept stavebnic Lego tak, aby se samostatně prodávané sady vzájemně doplňovaly. Tím vznikl ucelený a současně variabilní systém, který nabízel dětem téměř nekonečné možnosti hry. Ve své době unikátní koncept, umožňující neustálé rozšiřování herního světa rychle získával na oblibě a předurčil směřování celé firmy.
Godtfred Christiansen také vylepšil technické řešení kostek tak, aby spoje pevně držely a nerozpadaly se. Tento systém si dal v roce 1958 patentovat. V té době také začala firma využívat nový, vhodnější typ plastu - akrylonitrilbutadienstyren (ABS), který se na rozdíl od původního acetátu celulózy nedeformoval.
Roku 1969 začala firma vyrábět systém Duplo s dvojnásobným modulem kostek, určený pro menší děti, a roku 1979 začala své stavebnice doplňovat miniaturními stylizovanými figurkami, které se dají ke kostkám standardním způsobem připevnit.

### Rekordy
- Podle Guinnessovy knihy rekordů je LEGO Group největším výrobcem pneumatik na světě podle počtu kusů vyrobených ročně. Tento rekord LEGO drží od roku 2011, kdy vyrobili přibližně 381 milionů pneumatik, tedy více než jakýkoli jiný výrobce pneumatik, včetně firem jako Michelin nebo Bridgestone.[1][2]
- Největší stavebnicí co do počtu dílků byla v roce 2017 představená replika vesmírné lodě Millennium Falcon z Hvězdných válek, která čítala 7541 dílků.[3] V roce 2020 jej překonal model římského Kolosea od Roka Žgalina Kobeho, který obsahuje přes devět tisíc dílků.[4] Mezi stavebnice s vysokým počtem dílků lze ještě zařadit model chrámu Tádž Mahal (5922 dílků), hasičskou základnu Lego Ghostbusters (4634 dílků) a modely londýnských staveb Tower Bridge (4295 dílků) a Big Ben (4163 dílků).[5] I Koloseum však bylo překonáno, a to mapou světa vydanou v červnu 2021 čítající 11 695 dílků.[6]
- Na podzim 2021 vyšel model lodi Titanic, který ovšem svým počtem 9 090 kostiček není nejrozsáhlejší stavebnicí, nicméně vyniká co do rozměru, neboť s délkou více než 1,3 metru je do té doby nejdelší stavebnicí Lego.[7]
- Roku 2011 dopravili kosmonauti 13 stavebnic Lego na Mezinárodní vesmírnou stanici (ISS), kde studovali její chování v mikrogravitaci.
- V květnu 2013 byl v New Yorku vystaven rekordně veliký model stíhačky X-Wing z 5 milionů kostiček Lego[8].
- Mezi rekordní stavby patří i 34 m vysoká věž a 4 km dlouhá železnice.
- V roce 2015 vyhlásil časopis Brand Finance Lego za vítěze soutěže o nejsilnější značku, kde předtím dominovala značka Ferrari.

## Česká a slovenská stopa

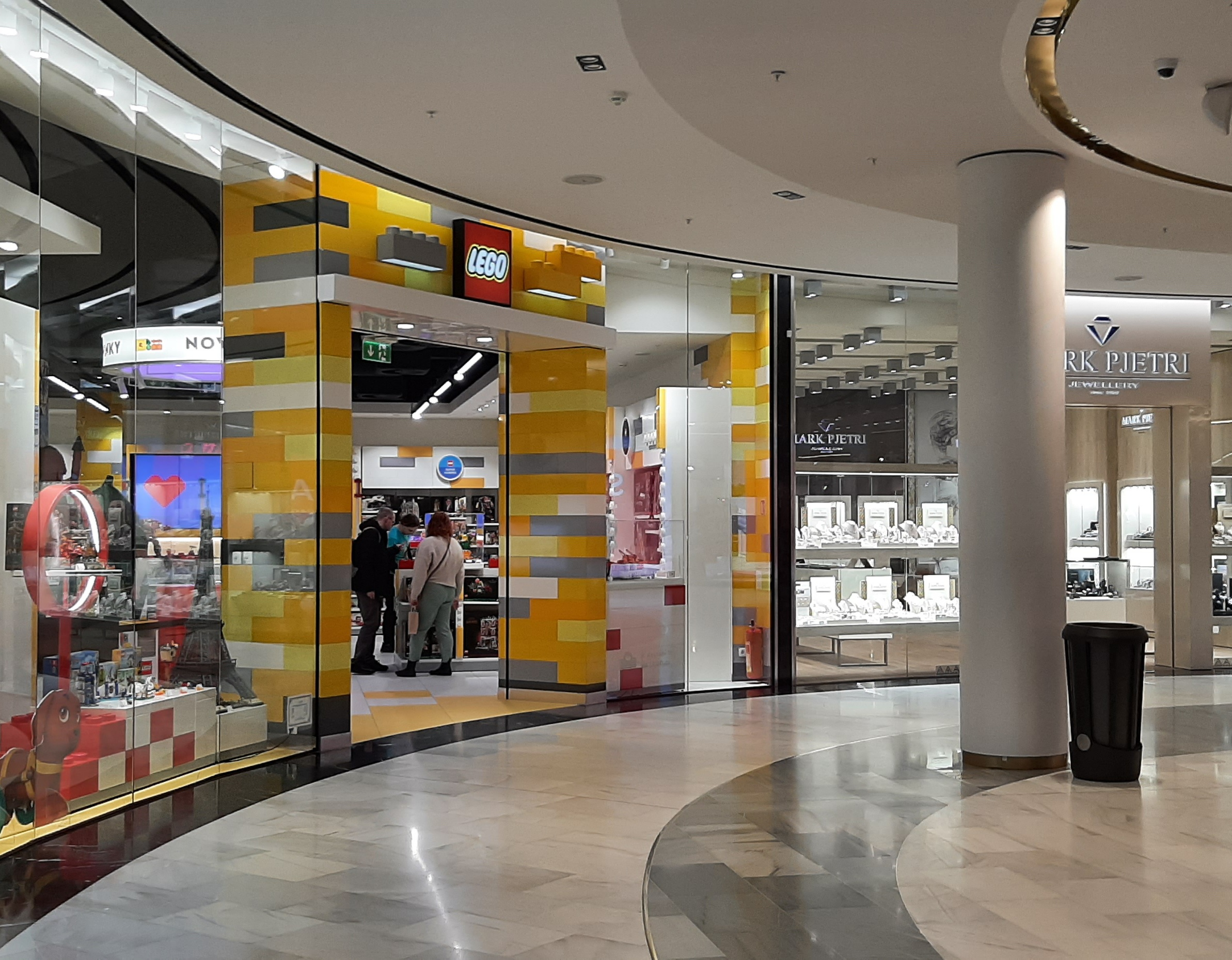
Prodejna Lego na pražském Chodově

Přímo ve vývoji společnosti Lego, konkrétně u stavebnice Lego Technic, je od roku 2012 zaměstnán Čech Milan Reindl. k jeho výtvorům patří stavebnice Mac Anthem (model číslo 42078), Land Rover Defender (model číslo 42110) nebo závodní letadlo (model číslo 42117), které je vybaveno českými imatrikulačními znaky „OK“.
Tvůrci z řad fanoušků stavebnice mohou své výtvory prezentovat na specifické platformě společnosti Lego. Pokud vystavené dílo během jednoho roku nasbírá deset tisíc hlasů od ostatních fanoušků, zabývají se návrháři společnosti Lego představeným modelem a zavádějí ho do výroby v rámci řady Lego Ideas. Dne 7. září roku 2021 se takto Lego rozhodlo vydat stavebnici kytary Fender Stratocaster, jejímž autorem je Slovák Tomáš Letenay, který se tak stal prvním občanem své země, jemuž se něco takového povedlo. Model má číslo 21329.
V roce 2022 otevřela značka Lego první značkovou prodejnu v České republice, a to v obchodním centru Westfield Chodov.

## Technika
Úspěch značky Lego je založen na velmi pečlivé výrobě s nepatrnými tolerancemi a vyleštěnými povrchy, na vhodně zvoleném plastu, který vydrží desetitisíce spojení a rozpojení, a ovšem i na důmyslné geometrii. Základní modul tvoří dílek označovaný kostka 2x4 (či anglicky brick 2x4) o rozměrech 15 × 8 × 3,2 mm, na němž jsou v rozestupu 8 mm rozloženy 2 spínací výstupky o průměru 4,8 mm a výšce 1,7 mm. Pravidelná síť výstupků s roztečí přesně 8 mm je základem systému i tradičního pojmenování (menší číslo určuje počet sloupců a větší číslo počet řádků těchto výstupků - pokud následuje třetí číslo, vyjadřuje výšku odpovídající počtu základních kostek na sobě), kdežto délky a šířky kostiček jsou vždy o 0,2 mm menší. Mezi kostičkami tak vznikají mezery o šířce 0,2 mm, které umožňují dobrou manipulaci s nimi.
Původní regenerovanou celulózu nahradil po dlouhém výzkumu akrylonitrilbutadienstyren (ABS), který je odolnější proti otěru. Plast se ohřívá na teplotu 232 °C a lisuje ve vstřikovacích lisech pod tlakem 25 až 150 tun, načež musí 15 sekund chladnout. Přípustná odchylka rozměrů kostiček je 0,02 mm. V nejbližších letech chce firma přejít na ekologicky přijatelnější materiál, například recyklovaný polyetylén.

## Série

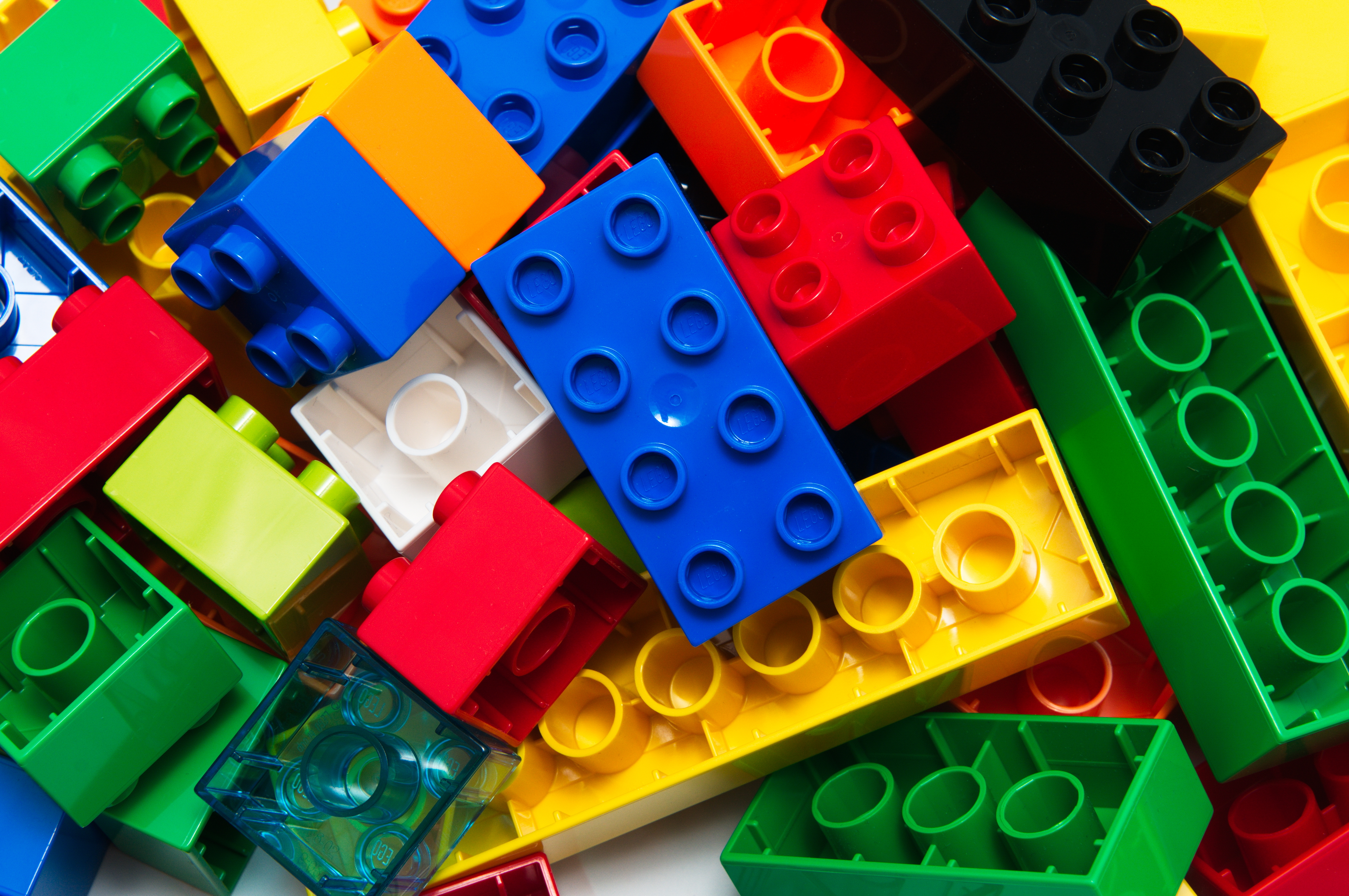
Lego Duplo

- Automatic binding bricks 1949–1953
- Lego Duplo 1969–současnost
- Lego 4Juniors 2003–2005
- Lego Advanced Models 2006–2012 (Lego Modular Buildings 2007–2019)
- Lego Adventurers 1998–2001
- Lego Agenti 2008–2009
- Lego Alien Conquest 2011–2011
- Lego Alpha Team 2001–2005
- Lego Aqua Raiders 2007–2007
- Lego Aquazone 1995–1998
- Lego Architecture 2008–2020
- Lego Arctic 2000–2001
- Lego Atlantis 2010–2011
- Lego Basic 1998–2000
- Lego Batman 2007–2008
- Lego BEN 10 Alien Force 2010–2010
- Bionicle 2001–2010
- Lego Cars 2010–2012
- Lego Castle 2007–2009, 2013
- Lego City 2005–2019
- Lego Creative Building 2006–2007
- Lego Creator 2001–2019
- Lego Designer Sets 2003–2005
- Lego Dino 2012–2012
- Lego Dino 2010 2005–2006
- Lego Dinosaurs 2001–2003
- Lego Discovery Channel 2003–2004
- Lego Exo Force 2006–2008
- Lego Extreme Team 1998–2000
- Lego Factory 2005–2008
- Lego Friends 2012–současnost
- Lego Galaxy Squad 2013–2013
- Galidor 2002–2002
- Lego Harry Potter 2001–2011, 2018–současnost
- Lego Hero Factory 2010–2014
- Lego Hidden Side 2020--2021
- Lego Hrady 1975–2006
- Lego Hobbit 2012–2014
- Lego Indiana Jones 2008–2009
- Lego Insectoids 1998–2000
- Lego Inventor 2003–2005
- Lego Island Extreme Stunts 2002–2003
- Lego Jack Stone 2001–2003
- Lego Kingdoms 2010–2012
- Lego Knight's Kingdom 2000–2001
- Lego Kostičky 2008–2013
- Lego Království rytířů 2004–2006
- Lego Legends of Chima 2013–2015
- Lego (the) LEGO Movie (LEGO Příběh) 2014–2015, 2018–2019
- Lego Life on Mars 2001–2014
- Lego Lodě 1976–1998
- Lego Lone Ranger 2013–2013
- Lego Lord of the Rings 2012–2013
- Lego Mars Mission 2007–2008
- Lego Medvídek Pú 1999–2012
- Lego Město 1978–2005
- Lego Mickey Mouse 2000–2012
- Lego Mindstorms 2000–2012
- Lego MINECRAFT – 2012
- Lego Minifigurky 2010–současnost
- Lego Model Team 1986–2000
- Lego Monster Fighters 2012–2012
- Lego Mosaik 1955
- Lego Mursten 1953–1955
- Lego Ninja 1998–1999
- Lego Ninjago 2011–současnost
- Lego Nexo Knights 2015–2018
- Lego Piráti 1989–2010, 2015
- Lego Piráti z Karibiku 2011–2012
- Lego Pharaoh's Quest 2011–2011
- Lego Potápění 1997–1998
- Lego Power Miners 2009–2010
- Lego Prince of Persia 2010–2010
- Lego R. E. S. Q 1998–1999
- Lego Race 2000–2001
- Lego Racers 2001–2012
- Lego Radio Control 1998–2000
- Lego Roboriders 2000–2000
- Lego Rock Raiders 1999–2000
- Lego Slizer 1999–2000
- Lego Space Police 2009–2010
- Lego Space Port 1999–2000
- Lego Speed Racer 2008–2008
- Lego Spider-man 2003–2004
- Lego Spongebob 2007–2012
- Lego Sports 2000–2006
- Lego SPYBOTICS 2002–2004
- Lego Star Wars 1999–současnost
- Lego Stolní hry 2010–2012
- Lego Studios 2001–2003
- Lego Super Heroes 2012–2013
- Lego System i Leg 1955–1970
- Lego Technic 1977–současnost
- Lego Teenage Mutant Ninja Turtles 2013–2013
- Lego Time Cruisers 1996–1997
- Lego Toy Story 2010–2010
- Lego U. F. O. 1997–1998
- Lego Ultra Agents 2014–2015
- Lego Vesmír 1978–1997
- Lego Vikingové 2005–2007
- Lego Vlaky 1966–2011
- Lego Western 1996–2002
- Lego World City 2003–2005
- Lego World Racers 2010–2011
- Lego X-POD 2004–2004
- Lego Overwatch 2019
- Lego Hidden Side 2019–2020

### Ostatní
- Lego Kompatiblo 2019 – systém dílků Lego umožňující kombinaci klasických kostek Lego s Lego Duplo.[zdroj⁠?!]

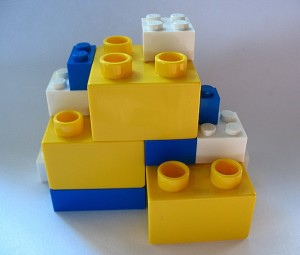
Lego Kompatiblo je systém dílků Lego umožňující kombinaci klasických kostek Lego s Lego Duplo.